# Прогресс М-02М
Прогресс М-02М — транспортный грузовой космический корабль (ТГК) серии «Прогресс», запущенный к Международной космической станции. 33-й российский корабль снабжения МКС. Серийный номер 402.

## Цель полёта
Доставка на МКС более 2500 килограммов различных грузов, в числе которых топливо, кислород, продукты питания, научная аппаратура, новый скафандр для работы в открытом космосе «Орлан-МК», дополнительное оборудование для российского и американского сегментов станции, а также посылки для экипажа орбитальной станции.
Основными задачами полёта ТГК являются продолжение лётных испытаний модернизированной системы управления движением, навигацией и модернизированной системы бортовых измерений.

## Хроника полёта
- 07.05.2009, в 21:37:09 (MSK), (18:37:09 UTC) — запуск с космодрома Байконур[2];
- 12.05.2009, в 22:24:23 (MSK), (19:24:23 UTC) — осуществлена стыковка с МКС к стыковочному узлу на агрегатном отсеке служебного модуля «Пирс». Процесс сближения и стыковки проводился в автоматическом режиме;
- 30.06.2009, в 21:29:43 (MSK), (18:29:43 UTC) — ТГК отстыковался от МКС и отправился в автономный полёт;
- 12.07.2009, в 21:04 (MSK), (19:04 UTC) — осуществлено тестовое сближение ТГК «Прогресс М-02М» с новым причалом служебного модуля «Звезда» МКС. ТГК подлетел к стыковочному узлу на расстояние 17 метров, далее была дана команда на увод корабля от орбитальной станции.

## Научная работа
В ходе автономного полёта были проведены лётные испытания модернизированных систем ТГК.